# IC 1568
IC 1568 је лентикуларна галаксија у сазвјежђу Рибе која се налази на листи објеката дубоког неба у Индекс каталогу.
Деклинација објекта је + 6° 50' 57" а ректасцензија 0h 39m 55,9s. Привидна величина (магнитуда) објекта IC 1568 износи 14,2 а фотографска магнитуда 15,2. IC 1568 је још познат и под ознакама MCG 1-2-52, CGCG 409-61, NPM1G +06.0034, DRCG 2-44, PGC 2404.